# Мухаммад Камар Ібрагім
Мухаммад Камар Ібрагім (14 січня 1968) — пакистанський хокеїст на траві.
Бронзовий призер Олімпійських Ігор 1992 року, учасник 1988 року.